# کری چپمن کت

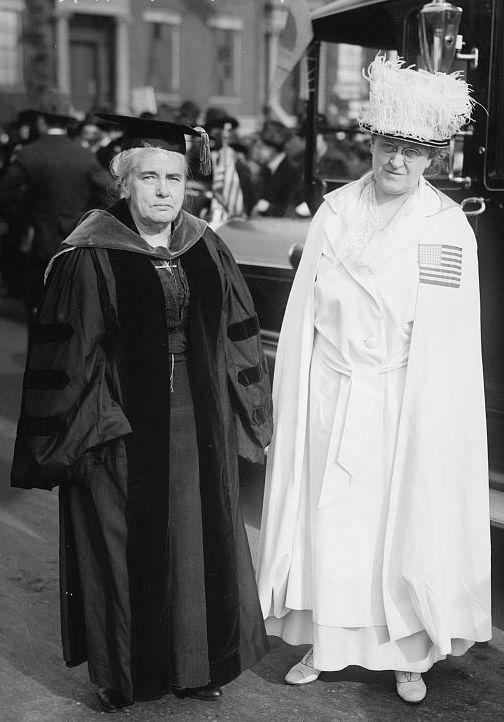
کری چپمن کت و آنا هوارد شاو در سال ۱۹۱۷

کری چپمن کت (انگلیسی: Carrie Chapman Catt; ۹ ژانویهٔ ۱۸۵۹ – ۹ مارس ۱۹۴۷) روزنامه‌نگار، سیاست‌مدار و یک رهبر ارشد حق رأی زنان اهل ایالات متحده آمریکا بود که برای اصلاحیه نوزدهم قانون اساسی ایالات متحده آمریکا مبارزه کرد. بر اساس این اصلاحیه زنان ایالات متحده اجازه یافتند تا در سال ۱۹۲۰ در رای‌گیری‌ها شرکت کنند. کت رئیس انجمن ملی انتخابات زن آمریکایی و بنیانگذار لیگ زنان رای‌دهنده و اتحاد بین‌المللی زنان بود.
در سال ۱۹۱۹ او ارتش زنانی که حق رای نداشتند را رهبری کرد تا بر روی کنگره فشار بیاورد که اصلاحیه قانون اساسی را تصویب کند. او یکی از شناخته شده‌ترین زنان ایالات متحده در نیمه اول قرن بیستم بود و در تمامی لیست‌های زنان معروف آمریکایی وجود داشت.

## ریاست اتحاد بین‌المللی زنان
کری چپمن کت از ۱۹۰۴ تا ۱۹۲۳ ریاست اتحاد بین‌المللی زنان را برعهده داشت.